# مانويل أنطونيو أسيفيدو
مانويل أنطونيو أسيفيدو (بالإسبانية: Manuel Antonio Acevedo)‏ هو محامي أرجنتيني، ولد في 25 مايو 1770 في سالتا في الأرجنتين، وتوفي في 1 أكتوبر 1825.